# Sörträsket (Lycksele socken, Lappland, 717447-160633)
Sörträsket är en sjö i Lycksele kommun i Lappland och ingår i Umeälvens huvudavrinningsområde. Sjön har en area på 0,907 kvadratkilometer och ligger 340 meter över havet.

## Delavrinningsområde
Sörträsket ingår i det delavrinningsområde (717455-160442) som SMHI kallar för Utloppet av Sörträsket. Medelhöjden är 354 meter över havet och ytan är 13,39 kvadratkilometer. Räknas de 3 avrinningsområdena uppströms in blir den ackumulerade arean 101,32 kvadratkilometer. Rusbäcken (Sörbäcken) som avvattnar avrinningsområdet har biflödesordning 2, vilket innebär att vattnet flödar genom totalt 2 vattendrag innan det når havet efter 198 kilometer. Avrinningsområdet består mestadels av skog (66 procent) och sankmarker (27 procent). Avrinningsområdet har 0,95 kvadratkilometer vattenytor vilket ger det en sjöprocent på 7,1 procent.